# Stenparti

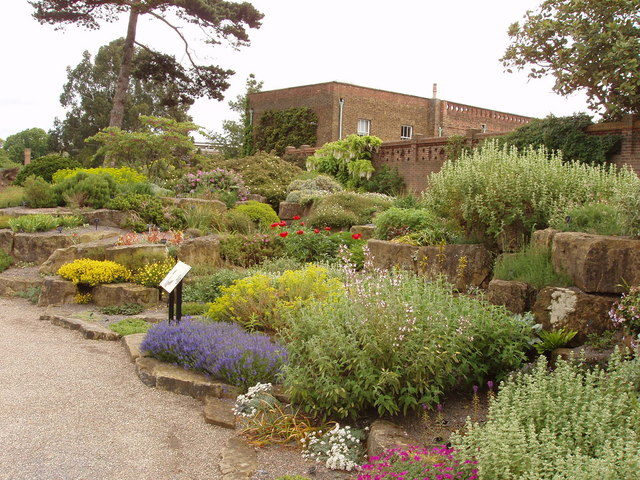
Stenparti i Kew Gardens, Storbritannien.

Ett stenparti är en del av en trädgård eller park som är avsedd att likna en naturlig växtplats för bergs- eller fjällväxter. Stenpartier byggs upp av sten, sand och jord. De är väldränerade och värms på grund av stenarna upp fortare än en vanlig plantering, så därför odlas ofta solälskande växter som inte trivs i blöt miljö i stenpartier.
Vanliga stenpartiväxter är krypande växter som backtimjan, fetblad, fetknopp, silverarv och taklök. Andra vanliga inslag är låga träd, olika gräs och små buskar.